# Contea di Lianhua
La contea di Lianhua (莲花县S, Liánhuā XiànP) è una contea della Cina, situata nella provincia di Jiangxi e amministrata dalla prefettura di Pingxiang.